# Don McCullin

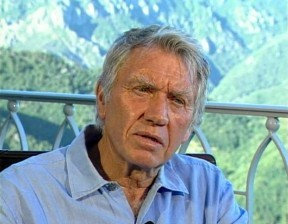
Don McCullin, 2011

Sir Donald McCullin CBE (* 9. Oktober 1935 in London) ist ein britischer Fotojournalist. Er ist vor allem bekannt für seine Kriegsfotografie und die Bilder von städtischen Unruhen. Seine Karriere begann 1959 mit dem Fotografieren gesellschaftlicher Randgruppen. Auf diesen Fotografien sind vor allem Arbeitslose, Unterdrückte und verarmte Menschen zu sehen.

## Leben
McCullin leistete seinen Wehrdienst 1956 bei der Royal Air Force (RAF) in der Kanalzone während der Sueskrise ab, wo er als Assistent der Fotografen arbeitete. Er scheiterte mit seinem Wunsch, selbst Fotograf bei der RAF zu werden, und musste stattdessen seinen Dienst in der Dunkelkammer ableisten.
Nach ersten Aufträgen beim Observer und anderen Zeitungen arbeitete er zwischen 1966 und 1984 als Auslandskorrespondent für die Sunday Times und dokumentierte vor allem ökologische und von Menschen verursachte Katastrophen wie Krieg, unter anderem 1968 in Biafra, und Epidemien. Seine äußerst kritische Berichterstattung über den Vietnamkrieg und den Nordirlandkonflikt besitzt einen besonders hohen Stellenwert als historische Quelle.
Im Jahre 1968 fing seine Nikon-Kamera eine Kugel auf, die auf ihn geschossen worden war.
In späteren Jahren machte McCullin Aufnahmen von Landschaften und Stillleben sowie Auftragsporträts. In den 2000er Jahren dokumentierte er die AIDS-Krise in afrikanischen Ländern. Er verfolgte über Jahre ein ambitioniertes Projekt zur Erkundung der Ruinen am südlichen Rand des Römischen Reiches.
Er ist Autor einer Reihe von Büchern. Mc Cullin lebt in Somerset. Er ist verheiratet und hat fünf Kinder aus dieser und früheren Ehen.

## Auszeichnungen

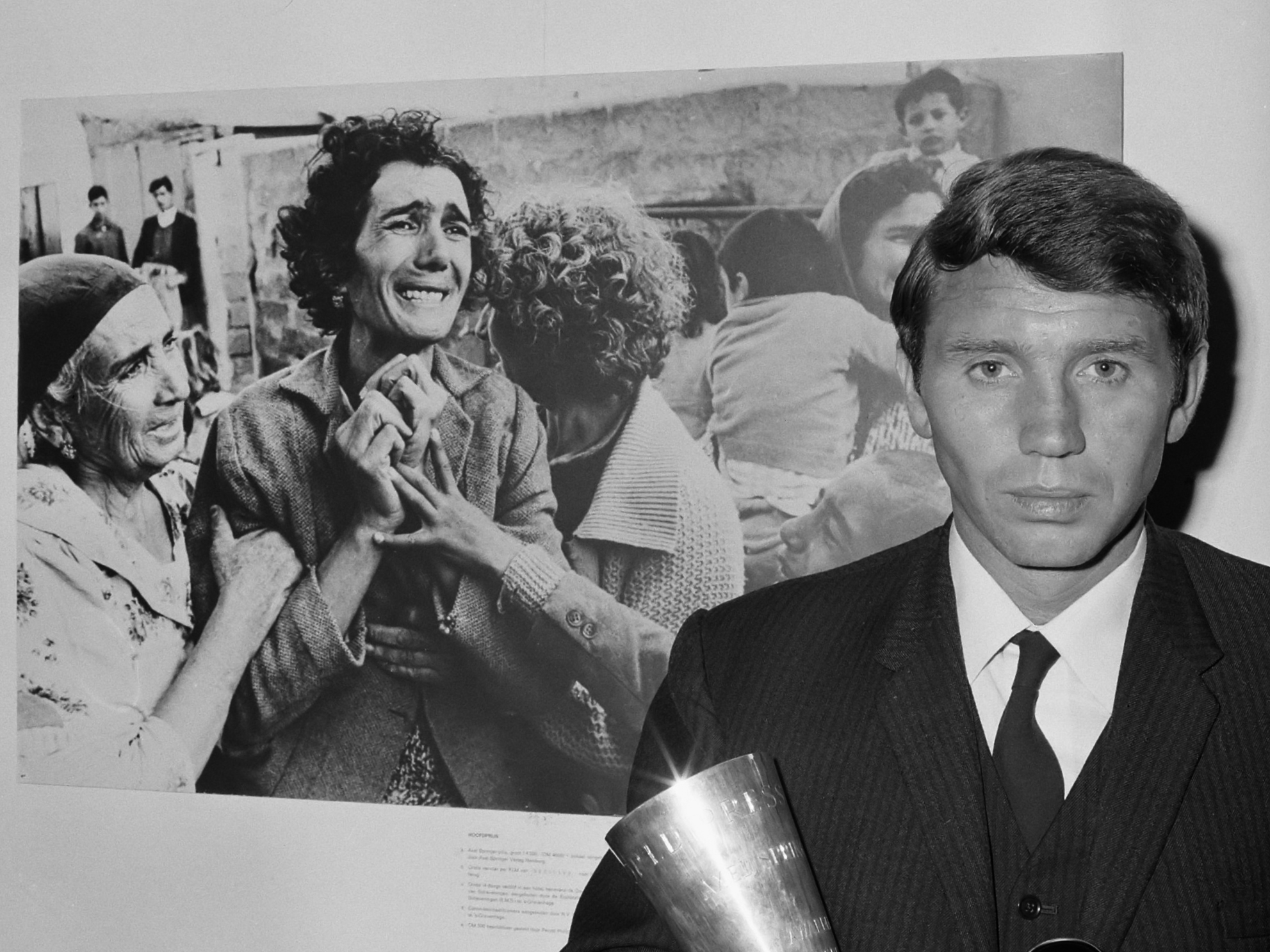
Donald McCullin (1964)

1964 erhielt McCullin den World Press Photo Award für seine Berichterstattung über den Krieg in Zypern. Im gleichen Jahr erhielt er die Goldmedaille Warschau. Im Jahr 1977 wurde er zum Fellow der Royal Photographic Society ernannt, deshalb trägt er die Buchstaben "FRPS" hinter seinem Namen. 
1993 wurde er als erster Fotojournalist zum Commander des Order of the British Empire (CBE) ernannt.
2006 wurde McCullin mit dem Cornell Capa Award des International Center of Photography geehrt.
1993 verlieh die Universität von Bradford ihm die Ehrendoktorwürde und 1994 die Open University; 2008 verlieh auch die University of Gloucestershire ihm die Ehrendoktorwürde.
2017 wurde er als Knight Bachelor in den Adelsstand erhoben.

## Veröffentlichungen
- The Palestinians (mit Jonathan Dimbleby) (1980)
- Beirut: A City in Crisis (1983)
- Unreasonable Behaviour: An Autobiography (1992), ISBN 978-0-679-40646-4
- Don McCullin in Afrika (2005).
- Southern Frontiers: A Journey Across the Roman Empire (2010)

## Lexikalischer Eintrag
- Hans-Michael Koetzle: Fotografen A-Z. Taschen Deutschland, 2015 ISBN 978-3-8365-1107-0